# Stelis crassilabia
Stelis crassilabia är en orkidéart som beskrevs av Rudolf Schlechter. Stelis crassilabia ingår i släktet Stelis och familjen orkidéer. Inga underarter finns listade i Catalogue of Life.